# 돕슨식 망원경

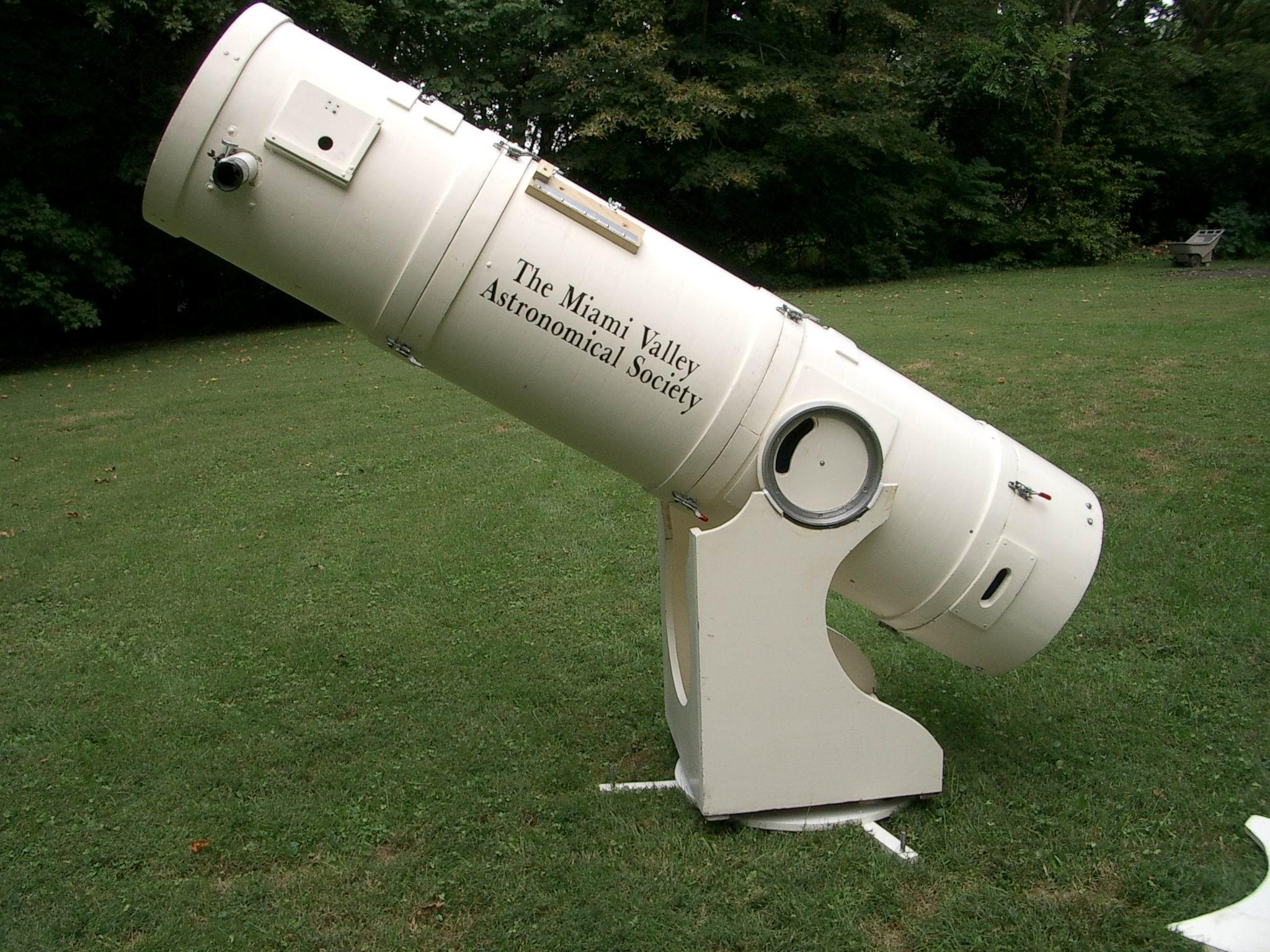

돕슨식 망원경(Dobsonian telescope)은 경위대에 설치한 뉴턴식 망원경의 일종으로, 아마추어 천문학자 존 돕슨이 1960년대에 시작하였다. 돕슨식 망원경은 그 설계 기작이 단순하여, 휴대 가능한 망원경을 크고 싸게 쉽게 만들 수 있다. 이 설계는 성운과 같은 어두운 심원천체를 관측하는 데 최적화되어 있다. 이러한 천체를 관측하기 위해서는 대물렌즈 직경(i.e. 집광력)이 커야 하고, 초점 거리가 상대적으로 짧아야 하며, 광공해를 피해 이동하기 위한 휴대성이 좋아야 한다.